# Eusebio Sacristán
Eusebio Sacristán Mena  (La Seca, 1964. április 13. –) spanyol válogatott labdarúgó, edző.

## Pályafutása

### Klubcsapatban
La Secában született, Kasztília és Leónban. Pályafutását is szülőhelyén, a Real Valladolidban kezdte, ahol először a B csapatban, majd 1983 és 1987 között az első csapatban játszott. Az 1987–88-as szezonban az Atlético Madrid játékosa volt. 1988-ban a FC Barcelona szerződtette és pályafutása legsikeresebb időszakát töltötte a katalán klubnál. 1988 és 1995 között négy bajnoki címet, egy spanyol kupát és három spanyol szuperkupát nyert. 1989-ben a kupagyőztesek Európa-kupáját, 1992-ben pedig és a bajnokcsapatok Európa kupáját is sikerült elhódítania csapatával. 1995 és 1997 között a Celta Vigo csapatában játszott, majd visszatért a Real Valladolidhoz. 2002-ben, 38 évesen vonult vissza az aktív játéktól.  

### A válogatottban
1986 és 1992 között 15 alkalommal szerepelt a spanyol válogatottban. Egy Gijónban rendezett Görögország elleni barátságos mérkőzés alkalmával mutatkozott be 1986. szeptember 24-én. Részt vett az 1988-as Európa-bajnokságon.

### Edzőként
Miután befejezte a pályafutását, edzőként kezdett el dolgozni. A Valladolidnál 6–12 éves gyerekeket edzett. 2003 és 2008 között az Barcelonánál Frank Rijkaard segítője volt. 2009 márciusában kinevezték korábbi csapata, a Celta Vigo élére, mely ekkor a másodosztályban szerepelt. A következő szezonban nem sikerült feljuttatnia a Celtát az első osztályba és 2010 júniusában távozott. 2011-ben a Barcelona B csapatánál vállalt munkát, miután a korábbi edző Luis Enrique távozott és az AS Roma vezetőedzője lett. 2015-ig edzette a Barcelona második számú csapatát, legjobb eredménye egy harmadik helyezés volt.
2015. november 19-én a Real Sociedad vezetőedzői posztjára nevezték ki, ahol a skót David Moyest váltotta. 2018.június 7-én a Girona FC vezetőedzője lett.

## Sikerei, díjai

### Játékosként
Real Valladolid
- Spanyol ligakupa (1):  1984

FC Barcelona
- Spanyol bajnok (4): 1990–91, 1991–92, 1992–93, 1993–94
- Spanyol kupa (1): 1989–90
- Spanyol szuperkupa (3):  1991, 1992, 1994
- Kupagyőztesek Európa-kupája (1): 1988–89
- Bajnokcsapatok Európa-kupája (1): 1991–92
- UEFA-szuperkupa (1): 1992

Spanyolország
- U21-es Európa-bajnok (1): 1986

## Külső hivatkozások
- Eusebio Sacristán adatlapja a National-Football-Teams.com oldalon (angolul)

- Eusebio Sacristán (angol nyelven). FootballDatabase.eu
- Eusebio Sacristán (angol nyelven). eu-football.info
- Eusebio Sacristán (játékos profil) (angol, katalán, spanyol nyelven). BDFutbol.com
- Eusebio Sacristán (edzői profil) (angol, katalán, spanyol nyelven). BDFutbol.com
- Eusebio Sacristán (játékos profil) (német nyelven). kicker.de
- Eusebio Sacristán (edzői profil) (német nyelven). kicker.de
- Eusebio Sacristán adatlapja a worldfootball.net oldalon (angolul)